# 세르비아 몬테네그로
세르비아 몬테네그로 국가연합(세르비아어: Државна заједница Србија и Црна Гора / Državna zajednica Srbija i Crna Gora 드르자브나 자예드니차 스르비야 이 츠르나고라), 약칭 세르비아 몬테네그로(세르비아어: Србија и Црна Гора / Srbija i Crna Gora 스르비야 이 츠르나고라, 문화어: 쓰르비아 및 쯔르나고라)는 1992년부터 2006년까지 존재했던 발칸반도에 위치한 동남유럽의 국가로, 유고슬라비아가 해체된 후 형성되었다. 북쪽으로 헝가리, 북동쪽으로 루마니아, 남동쪽으로 불가리아, 남쪽으로 마케도니아 공화국, 서쪽으로 크로아티아와 보스니아 헤르체고비나, 남서쪽으로 알바니아와 국경을 접하고 있었다. 1992년 4월 27일 세르비아 공화국과 몬테네그로 공화국으로 구성된 유고슬라비아 연방공화국(세르비아어: Савезна Република Југославија / Savezna Republika Jugoslavija 사베즈나 레푸블리카 유고슬라비야)으로 성립되었다. 2003년 2월, 유고슬라비아 연방공화국은 연방공화국에서 국가연합으로 전환되어, 2006년 몬테네그로가 연방에서 탈퇴하여 세르비아와 몬테네그로가 독립할 때까지 이어졌다. 유고슬라비아 사회주의 연방공화국과 구분하여 '신유고슬라비아 연방', '신유고 연방'이라고도 불렸다.
유고슬라비아 연방공화국은 유고슬라비아 사회주의 연방공화국의 유일한 법적 승계국이 되고자 하였으나, 유엔에서 유고슬라비아 사회주의 연방공화국은 사라졌고, 유고슬라비아 연방공화국은 신생국임을 확인한 유엔 안전 보장 이사회 결의 제777호가 통과되면서 이는 인정되지 않았다. 유고슬라비아 사회주의 연방공화국의 국제적 법적 지위를 이어받은 공화국이 없었던 상황에서, 모든 구 공화국들은 국가승계를 받을 권리가 있었다. 그러나, 슬로보단 밀로셰비치 정부는 이러한 주장에 반대했고, 유고슬라비아 연방공화국의 유엔 가입은 허용되지 않았다.
유고슬라비아 연방공화국은 유고슬라비아 전쟁과 코소보 전쟁이 진행되는 동안 경제 제재가 가해지면서 국제 사회와 긴장된 상태를 유지하였다. 이것은 또한 1992년과 1994년 사이에 초인플레이션을 초래하였다. 유고슬라비아 연방공화국의 유고슬라비아 전쟁 개입은 크로아티아, 슬로베니아, 보스니아 헤르체고비나의 독립과 국가 간 외교 관계 수립, 보스니아 헤르체고비나의 정치 내에서 세르비아계 주민의 역할 보장을 인정하는 데이턴 협정이 체결되면서 종료되었다. 이후 알바니아계가 밀집한 세르비아의 지역인 코소보 메토히야 자치주 내에서 분리주의가 확산되면서 알바니아계 분리주의 단체인 코소보 해방군이 반란을 일으켰다. 코소보 전쟁의 발발로 인해 서방의 제재를 재도입시켰을 뿐만 아니라, 결국에는 서방이 분쟁에 개입하게 되었다. 이 분쟁은 유엔 안전 보장 이사회 결의 제1244호가 채택되면서 종결되었다. 이 결의안으로 코소보는 유고슬라비아 연방공화국으로부터 정치적, 경제적 분리를 보장받았고, 유엔 행정부 아래 놓이게 되었다.
경제적 어려움과 전쟁으로 인해 독재 정권으로서 세르비아와 몬테네그로를 모두 통치해온 슬로보단 밀로셰비치 정부와 그의 동맹국들에 대한 불만이 증가되었다. 이로 인해 불도저 혁명이 일어나 슬로보단 밀로셰비치 정부가 전복되었으며, 세르비아 민주야당과 보이슬라브 코슈투니차가 이끄는 반대파로 대체되었고 유엔에도 가입하였다.
유고슬라비아 연방공화국은 2003년 유고슬라비아 연방의회가 세르비아 몬테네그로 헌법 헌장을 제정하기로 의결하고, 세르비아 몬테네그로 국가연합이 성립되면서 막을 내렸다. 이로써 유고슬라비아는 역사에 남게 되었다. 밀로 주카노비치가 이끄는 몬테네그로 분리주의가 심화되면서, 세르비아 몬테네그로 헌법에는 3년이 지난 후 몬테네그로 독립 문제에 대한 국민투표를 허용하는 조항이 포함되었다. 2006년, 몬테네그로 독립 국민투표가 시행되어 근소한 차이로 통과되었다. 이로써 세르비아 몬테네그로 국가연합이 해체되고 세르비아와 몬테네그로가 독립하였으며, 세르비아는 내륙국이 되었다. 이것은 유고슬라비아의 해체를 마무리한 마지막 행위로 간주될 수 있다.

## 국명
국가의 공식 명칭은 '유고슬라비아 연방공화국'(Савезна Република Југославија / Savezna Republika Jugoslavija)이었다. 'Jugoslavija'는 'Jug'와 'slavija'로 구성된 합성어이다. 슬라브어로 'Jug'는 '남쪽'을 의미하고, 'slavija'는 '슬라브인의 땅'을 의미한다. 따라서, 'Jugoslavija'는 '남슬라브인의 땅'으로 번역된다. 이것은 '유고슬라비아'라는 초기 발상이 다른 제국으로부터 스스로를 보호할 수 있는 남슬라브인 국가였기 때문이다.

## 역사

### 성립 이전
1980년대 후반, 개혁과 개방 열풍 속에 유고슬라비아 사회주의 연방공화국을 구성하던 공화국들의 독립 요구는 더욱 거세어져 민족 간의 갈등으로 확대되었다. 1991년과 1992년 사이 슬로베니아, 크로아티아, 보스니아 헤르체고비나, 북마케도니아 4개국이 유고슬라비아 사회주의 연방공화국으로부터 독립을 선언했다.
슬로베니아는 주민의 대부분이 슬로벤인인데다가 북쪽 끝에 떨어져 있어 연방군은 독립 선언 10일 만에 10일 전쟁이라고 불리는 전투를 중단하면서 사실상 슬로베니아의 독립이 인정되었다.

### 유고슬라비아 연방공화국
1992년 4월 27일 세르비아와 몬테네그로가 잔류한 유고슬라비아 사회주의 연방공화국은 유고슬라비아 연방공화국으로 국가를 개편하고, 국기와 국장을 변경하였다.
국제 사회는 유고슬라비아 구성 공화국들의 독립을 차츰 인정하기 시작했다. 1991년 후반에는 많은 나라에서 이들 국가의 독립을 승인했고, 슬로베니아, 크로아티아, 보스니아 헤르체고비나는 1992년 5월 22일에 유엔에 가입했다. 북마케도니아는 별다른 분쟁 없이 독립했으나, 그리스와의 마케도니아 국호 분쟁으로 인해 각국의 승인이 다소 늦어졌고, 1993년에 뒤늦게 '구유고슬라비아 마케도니아 공화국'이라는 이름으로 유엔에 가입했다.

#### 유고슬라비아 전쟁
크로아티아와 보스니아 헤르체고비나에서의 복잡한 민족 문제은 크로아티아 독립 전쟁, 보스니아 전쟁이라는 큰 규모의 국제전으로 확대되었다. 크로아티아에서는 크로아티아 내의 세르브인과의 분쟁으로 여러 해 동안 전쟁이 이어졌고, 보스니아 헤르체고비나에서는 세르브인, 보슈냐크인, 크로아트인의 숱한 전투와 민족 간의 대량 학살이 있었다.

#### 코소보 전쟁
주민의 대부분이 알바니아인인 코소보에서 독립 요구가 거세지자 유고슬라비아 연방공화국이 이들 주민을 대량 학살하는 등의 만행이 이어지자, 미국을 비롯한 북대서양 조약 기구의 회원국들은 평화유지군을 보내 코소보 전쟁의 규모가 확대되었다.

#### 불도저 혁명
보스니아 전쟁과 코소보 전쟁에서 소수 민족의 학살에 관여했던 슬로보단 밀로셰비치 대통령은 2000년 불도저 혁명을 통해 실각하면서 그의 독재 정치가 종식되었다. 슬로보단 밀로셰비치는 네덜란드 헤이그에서 전범 재판을 받은 뒤 수감되었으며, 2006년 3월 11일에 옥사했다.

### 세르비아 몬테네그로 국가연합
2003년 2월 4일, 유고슬라비아 연방공화국은 국호를 세르비아 몬테네그로 국가연합으로 개칭하였다. 세르비아와 몬테네그로의 자치권을 각각 확대하고 느슨한 형태의 연방으로 이행하기로 결정하였다. 다만, 국기와 국장, 국가는 그대로 존속시켰다.
2003년 3월 3일, 세르비아 몬테네그로가 정식으로 출범하면서 70여 년 만에 유고슬라비아라는 명칭은 완전히 사라지게 되었다.
새롭게 출범한 세르비아 몬테네그로는 세르비아와 몬테네그로의 대등한 지위의 연합으로 구성된 것이었으나, 세르비아 쪽의 인구가 훨씬 많은 데다가 대부분의 실권은 세르비아에서 쥐고 있었기 때문에 몬테네그로 내부에서는 분리 독립 운동이 계속 있어왔다. 몬테네그로의 분리 독립 요구가 더욱 거세어지면서, 몬테네그로의 분리 독립 국민투표 협상이 개시되었다.
결국 2006년 5월 21일, 몬테네그로에서 분리 독립에 관한 국민투표가 실시되어, 55.4%의 찬성률로 몬테네그로의 독립이 확정되었다. 세르비아는 몬테네그로의 인구 수를 들먹여 못마땅하게 여겼으나, 그 동안 국내외에서 쏟아진 인권 탄압에 대한 비판 여론을 고려하여 무력 개입은 하지 않고 독립을 인정할 수밖에 없었다.
2006년 6월 4일에 몬테네그로 의회에서 공식적인 독립 선언이 발표되었고, 6월 6일 세르비아 몬테네그로는 공식적으로 해체되었다. 이로써 유고슬라비아 사회주의 연방공화국을 구성했던 6개의 공화국이 모두 별개의 국가로 분리되었다.

## 행정 구역

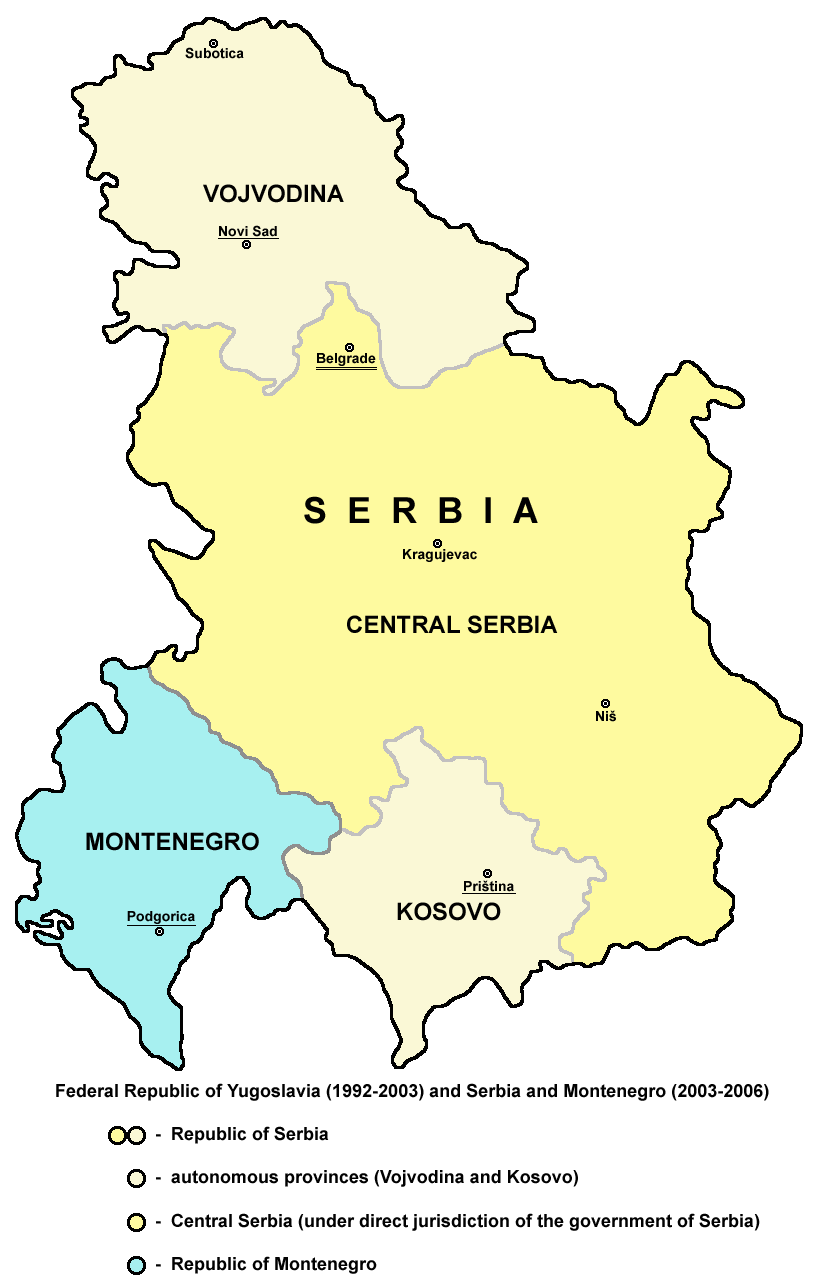
세르비아 몬테네그로의 행정 구역

세르비아 몬테네그로는 2개의 공화국과 2개의 자치주로 이루어졌다.
- 세르비아 공화국
  - 코소보 메토히야 자치주: 1999년 6월부터 쿠마노보 협정의 조건에 따라 유엔 관리하에 있었다.
  - 보이보디나 자치주
- 몬테네그로 공화국

## 인구
1991년 조사에 따르면, 세르브인이 62.6%, 알바니아인이 16.5%, 몬테네그로인이 5%, 헝가리인이 3.3%, 기타가 12.6%로 나타났다.

## 언어
인구의 95%가 사용하는 세르비아어(1997년까지는 세르보크로아트어)가 공용어의 지위를 누렸다. 알바니아어 사용자가 5% 존재하였으며, 코소보에 많이 존재하였다.

## 종교
세르비아 정교회 신자가 65%로 가장 많았으며, 이슬람교 신자가 19%로 그 다음이었다. 로마 가톨릭교회 신자가 4%, 개신교 신자가 1%, 기타 11%가 존재하였다.

## 같이 보기
- 세르비아 몬테네그로 여권